# Ильина, Анна Ивановна
Анна Ивановна Ильина (1913—1992) — доярка, Герой Социалистического Труда (1958).

## Биография
Анна Ильина родилась 6 декабря 1913 года в деревне Семенцево (ныне — Сычёвский район, Смоленская область). Окончила начальную школу. С ранних лет работала в родительском хозяйстве, затем в колхозе. В годы Великой Отечественной войны на фронте погибли её муж и три брата. Сама же Ильина с пятью детьми оказалась в оккупации и была угнана на работы в Минскую область Белорусской ССР. После освобождения она вернулась на родину.
Работала дояркой в колхозе «Россия». Являлась одной из лучших в своём ремесле во всём районе. Уже в 1947 году она получила надои по 3370 килограммов молока от каждой из закреплённых за ней коров. Позднее она постепенно увеличила надои до 4-8 тонн молока в год от каждой из коров. Активно занималась обучением других доярок раздою коров в СССР и Монголии.
Указом Президиума Верховного Совета СССР от 10 марта 1958 года за «выдающиеся успехи в работе по производству продуктов животноводства» Анна Ильина была удостоена высокого звания Героя Социалистического Труда с вручением ордена Ленина и медали «Серп и Молот».
Избиралась депутатом (от Смоленской области) Совета Союза Верховного Совета СССР 4-го (1954—1958) и 5-го (1958—1962) созывов; депутатом сельского, районного и областного Советов народных депутатов. Делегат XXI и XXII съездов КПСС, XIII съезда профсоюзов СССР.
В январе 1967 года Ильина вышла на пенсию. Проживала в родной деревне, умерла 3 декабря 1992 года. Похоронена в деревне Субботники Сычёвского района.

## Награды
- медаль «Серп и Молот» Героя Социалистического Труда (10.3.1958)
- орден Ленина (10.3.1958)
- два ордена Трудового Красного Знамени (13.8.1949, 22.3.1966)
- медаль «За трудовую доблесть» (17.8.1948)[6].